# فابریزیو فیچینی
فابریزیو فیچینی (انگلیسی: Fabrizio Ficini؛ زادهٔ ۱۱ اکتبر ۱۹۷۳) بازیکن فوتبال اهل ایتالیا است.
از باشگاه‌هایی که در آن بازی کرده‌است می‌توان به باشگاه فوتبال فیورنتینا، باشگاه فوتبال باری، باشگاه فوتبال پیستویزه، باشگاه فوتبال سمپدوریا، و باشگاه فوتبال امپولی اشاره کرد.